# The Yngwie Malmsteen Collection
Pour les articles homonymes, voir Collection.
 (juillet 2017).
Si vous disposez d'ouvrages ou d'articles de référence ou si vous connaissez des sites web de qualité traitant du thème abordé ici, merci de compléter l'article en donnant les références utiles à sa vérifiabilité et en les liant à la section « Notes et références ».
Albums de Yngwie Malmsteen
Eclipse
(1990) Fire and Ice
(1992)
The Yngwie Malmsteen Collection est la première compilation du guitariste et auteur-compositeur de heavy metal suédois Yngwie Malmsteen. Sortie en 1991, elle couvre la période 1984-1990, soit cinq albums studio et un live.

## Liste des titres
Toute la musique est composée par Yngwie Malmsteen, sauf Spanish Castle Magic de Jimi Hendrix.
| 1.    | Black Star                                      | (instrumental)             | Rising Force (1984)  | 4:53  |
| 2.    | Far Beyond the Sun                              | (instrumental)             | Rising Force         | 5:52  |
| 3.    | I'll See the Light Tonight                      | Jeff Scott Soto, Malmsteen | Marching Out (1985)  | 4:24  |
| 4.    | You Don't Remember, I'll Never Forget           | Malmsteen                  | Trilogy (1986)       | 4:29  |
| 5.    | Liar                                            | Malmsteen                  | Trilogy              | 4:07  |
| 6.    | Queen in Love                                   | Malmsteen                  | Trilogy              | 4:02  |
| 7.    | Hold On                                         | Joe Lynn Turner, Malmsteen | Odyssey (1988)       | 5:11  |
| 8.    | Heaven Tonight                                  | Turner, Malmsteen          | Odyssey              | 4:06  |
| 9.    | Déjà Vu                                         | Turner, Malmsteen          | Odyssey              | 4:17  |
| 10.   | Guitar Solo (Trilogy Suite Op: 5 Spasebo Blues) | (instrumental)             | Trial by Fire (1989) | 10:16 |
| 11.   | Spanish Castle Magic (live)                     | Jimi Hendrix               | Trial by Fire        | 6:44  |
| 12.   | Judas                                           | Göran Edman, Malmsteen     | Eclipse (1990)       | 4:25  |
| 13.   | Making Love (extended guitar solo)              | Edman, Malmsteen           | Eclipse              | 6:22  |
| 14.   | Eclipse                                         | (instrumental)             | Eclipse              | 3:45  |
| 73:17 |                                                 |                            |                      |       |